# Trat
Pour la province de Thaïlande, voir Province de Trat.
Trat est une ville de l'est de la Thaïlande, chef lieu de la Province de Trat, située près de la frontière cambodgienne. Elle se trouve à l'Ouest de l'embouchure de la Trat sur le Golfe de Thaïlande.

## Histoire
Trat se situe est à l'extrémité sud-est de Sukhumvit Road, qui relie à Chanthaburi, Rayong, Chonburi et Bangkok.
L'aéroport de Trat dessert les touristes qui voyagent directement de l'aéroport Suvarnabhumi jusqu'à l'île de Ko Chang sans passer par la ville.
Trat est le principal centre pour les voyageurs en direction des îles orientales de la Thaïlande dont Ko Chang, Ko Mak et Ko Kood. Il y a un service régulier de bus, environ 4 à 5 heures, de Trat à Bangkok centre-ville. Beaucoup de touristes s'arrêtent à Trat avant d'aller aux îles de Laem Ngop ou Leam Sok, 15-20 km de Trat. Il existe des services de ferry et bateau rapide vers les îles de l'Est, dont Ko Chang et Ko Kood.
Trat est également un point de transit pour les personnes voyageant au Cambodge, car la commune se situe à 90 km en minibus jusqu'à la frontière de Hat Lek.
Il y a un certain nombre de nouvelles stations balnéaires sur les plages à proximité de Trat. Les fruits de mer locaux sont abondants.

## Géographie
La ville sert essentiellement d'étape vers les îles de Koh Chang, Koh Mak, Koh Kood et Koh Wai et vers le Cambodge. C'est une ville de province typique avec peu d'attractions touristiques mais pas dénuée de charme.
La curiosité de Trat c'est l'huile jaune, nam man luang, elle a la réputation de guérir tous les maux et dont le secret de fabrication est gardé de génération en génération.

## Climat
| Mois                              | jan. | fév. | mars  | avril | mai   | juin  | jui.  | août  | sep.  | oct. | nov. | déc. | année   |
| --------------------------------- | ---- | ---- | ----- | ----- | ----- | ----- | ----- | ----- | ----- | ---- | ---- | ---- | ------- |
| Température minimale moyenne (°C) | 20,7 | 22,3 | 23,4  | 24,2  | 24,3  | 23,8  | 23,7  | 23,5  | 23    | 22,8 | 22,5 | 21,3 | 23,03   |
| Température maximale moyenne (°C) | 31   | 31,3 | 32,1  | 32,9  | 31,3  | 30,6  | 30,4  | 30    | 30,4  | 31   | 31,6 | 31,2 | 31,23   |
| Précipitations (mm)               | 38,5 | 68,1 | 104,5 | 138,1 | 410,1 | 887,3 | 819,1 | 1 098 | 670,7 | 359  | 93,3 | 23   | 4 709,9 |

| Diagramme climatique                                  |              |               |               |               |               |               |             |             |           |              |            |
| J                                                     | F            | M             | A             | M             | J             | J             | A           | S           | O         | N            | D          |
| 3120,738,5                                            | 31,322,368,1 | 32,123,4104,5 | 32,924,2138,1 | 31,324,3410,1 | 30,623,8887,3 | 30,423,7819,1 | 3023,51 098 | 30,423670,7 | 3122,8359 | 31,622,593,3 | 31,221,323 |
| Moyennes : • Temp. maxi et mini °C • Précipitation mm |              |               |               |               |               |               |             |             |           |              |            |